# 川和真奈美
川和真奈美（かわわ まなみ）は日本のフリーアナウンサーで、キャスター、リポーター、タレント、記者である。6月23日生まれ。愛称は、まなみん・かわまなである。

## 略歴
茨城県出身。6月23日生まれ。かに座。身長は161cm。好きな食べ物は、メロン、鮨、ジビエである。趣味は、野球・ポーカー・ダンス・歌・サッカー・一人旅・ピアノ・ドラム・モータースポーツ観戦・音楽作成・ゴルフ・ラップ・キックボクシング・犬の服作りなどの多くの趣味を持つ。特技資格は、書道八段・イラスト作成・普通救命・TOEIC850・球技全般・歌・即興替え歌などがある。最終学歴はフェリス女学院大学である。主な経歴は、日産PRスペシャリスト20期生・第2回フォーマルウエアコンテストファイナリスト・ミスブライダル　ミスチャペル　最優秀マインド賞　最優秀努力賞・ミス令和の日本　ミス令和グランプリ・初代フクロウ大使などである。

## 経歴

### テレビ
- フジテレビ「FNNスピーク」リポーター及び記者（2015-2018年）　「みんなのニュース」リポーター・記者・スタジオコメンテーター
- BSTBS「ヘルスマイスター」リポーター（2018-2019年）
- TBS「中居正広の金曜日のスマイルズ」（2019-2020年）
- 青森テレビABEMATV「あずましTV」リポーター（2018-2019年）
- 千葉テレビ「カラオケトライアル出張オーディション」司会（2018-2019年）
- ケーブルテレビ栃木/館林/筑西/結城「うらら」リポーター（2018-2019年）
- SHOPchannelキャスト（2024年）
- テレビ朝日　イベント中継リポーター
- テレビ熊本「FNNニュース」特番リポーター
- さくらんぼテレビ「FNNニュース」特番リポーター

### ラジオ
- TOKYO FM「ニコニコ https://www.nicovideo.jp › watch アポロン★あいみみ／KISHOW - ニコニコ動画アポロンあいみみ」ナレーション（2015年）
- ホリデースペシャル「キレイにNARERUアポロン★流秋ホームパティSUPPORTED by ホクト「（2015年）
- 菅谷哲也「てつやがきくから」のゲスト（2015年）
- 「あぐりずむ」リポーター（2019-2020年）

### CM
- 「ゼクシィ」（2019年 - 2020年）
- 「docomo」（2019年 - 2020年）
- 「サントリー」

### VP/WEB
- 「ホウドウキョク」レポーター・ナレーション（2015-2018年）
- 「トーシンパートナーズ」（2019-2020年）
- 「東京サマーランド　デカスラ」（2019-2020年）
- 「Dクリニック　ドクターYouTube」メインMC（2020-2022年）
- 「ボディアーキ」YouTube広告（2020年）
- 「ホワイトニング」YouTube広告などその他（2020-2022年）
- NIUSIA AIデジタルヒューマン（2023年～）

### モデル
- 雑誌「Ray」読者モデル（2011-2015年）
- 「GAKUSEI COLLECTION」（2013-2015年）
- 「越後ふとん HP」（2020年）
- TOKYO motor show（2015年・2019年）
- JAPAN Collection 2023（2023年）

| スタブアイコン | サブスタブ | この項目は、まだ閲覧者の調べものの参照としては役立たない、アナウンサーに関連した書きかけの項目です。この項目を加筆・訂正などしてくださる協力者を求めています（PJ:アナウンサー）。 |